# La Ferrière (Isère)
La Ferrière foi uma comuna francesa na região administrativa de Auvérnia-Ródano-Alpes, no departamento de Isère. Em 1 de janeiro de 2019, passou a formar parte da nova comuna de Le Haut-Bréda.